# Thuisonderwijs
Thuisonderwijs of huisonderwijs is een onderwijsvorm waarbij ouders het onderwijs niet delegeren aan een school maar het zelf ter hand nemen.
Thuisonderwijs, al dan niet door een privéleraar, was voor de komst van door de overheid gefinancierde openbare scholen vrij algemeen. Maar ook tegenwoordig zijn er landen waar thuisonderwijs wettelijk toegestaan is. De bekendste daarvan zijn Verenigde Staten, Australië, Canada, Nieuw-Zeeland en het Verenigd Koninkrijk. In sommige andere landen is thuisonderwijs echter te allen tijde verboden. Daarnaast bestaat er nog een grijs gebied waarin landen vallen waar thuisonderwijs in principe wel of niet is toegestaan, maar altijd uitzonderingen mogelijk zijn.

## Voorwaarden

Legaal, met minimale regelgeving of zonder uitzonderingen
Legaal, maar met registratie of lakse beperkingen
Legaal, maar met beperkende regels
Gedeeltelijk legaal of de jure legaliteit^{1}
Illegaal, zonder bekende uitzonderingen^{2}
Legaliteit onbekend of onduidelijk
^{1}legaliteit varieert per leerjaar, per leeftijd, per plaats, of per persoonlijke omstandigheid
^{2}mogelijke uitzonderingen zijn onder meer medische redenen, maar zelfs dan is het zelden toegestaan

### Nederland

#### Vrijstelling van inschrijving op een school
In Nederland geldt sinds 1969 thuisonderwijs in principe niet meer als vervulling van de leerplicht. Wel zijn er wetsartikelen door middel waarvan er vrijstelling van inschrijving op een school kan ontstaan. Het bekendste is 5 sub b van de Leerplichtwet 1969 en 14 sub b van de Leerplichtwet BES, waarmee ouders zich beroepen op zogenoemde richtingbedenkingen. Dat wil zeggen dat ze geen school in hun omgeving kunnen vinden die overeenkomt met hun eigen levensovertuiging. Andere redenen die kunnen leiden tot (tijdelijke) vrijstelling van inschrijving op een Nederlandse school zijn het leiden van een trekkend bestaan (5a: kermisexploitanten en circusmedewerkers), dat het kind lichamelijk of geestelijk niet in staat is om een school te bezoeken (5 sub a) of dat het kind een school in het buitenland bezoekt (5 sub c).

#### Aantallen
In Nederland worden maar weinig kinderen thuis onderwezen, ongeveer 0,05% van de leerplichtige kinderen. In 2023 hadden 2124 kinderen vrijstelling van inschrijving op een school onder 5 sub b van de Leerplichtwet 1969, allen krijgen thuisonderwijs. Schattingen van kinderen die onder 5 sub a of onder een andere regeling thuisonderwijs krijgen lopen uiteen van 200 tot 2000.
| Schooljaar | Vrijstelling Art. 5 sub a | Vrijstelling Art. 5 sub b | Vrijstelling Art. 5 sub c |
| ---------- | ------------------------- | ------------------------- | ------------------------- |
| 2013-2014  | 4444                      | 575                       | 7933                      |
| 2014-2015  | 5077                      | 619                       | 8215                      |
| 2015-2016  | 5537                      | 705                       | 8376                      |
| 2016-2017  | 5736                      | 813                       | 8928                      |
| 2017-2018  | 5576                      | 931                       | 8850                      |
| 2018-2019  | 6022                      | 1097                      | 8830                      |
| 2019-2020  | 6361                      | 1280                      | 8199                      |
| 2020-2021  | 7083                      | 1556                      | 7916                      |
| 2021-2022  | 7389                      | 1771                      | 8235                      |
| 2022-2023  | 8422                      | 2124                      | 8891                      |
| 2023-2024  | 9726                      | 2475                      | 9080                      |

### Vlaanderen
In Vlaanderen is huisonderwijs mogelijk als de ouders aan de onderwijsinspectie kunnen aantonen zelf in het onderwijs van hun leerplichtige kinderen te kunnen voorzien. Dit kan bijvoorbeeld als een van de (thuisblijvende) ouders zelf een pedagogisch diploma bezit (hoewel dit geen wettelijke voorwaarde is), of als ouders een privéleraar in de arm nemen.
Deze leerlingen halen dan hun getuigschrift of diploma via de centrale examencommissie. Het blijven (grote) uitzonderingen, al neemt hun aantal de laatste jaren toe.
| schooljaar | basisonderwijs | secundair onderwijs |
| ---------- | -------------- | ------------------- |
| 2003-2004  | 112            | 260                 |
| 2004-2005  | 202            | 311                 |
| 2005-2006  | 220            | 360                 |
| 2006-2007  | 248            | 420                 |
| 2007-2008  | 279            | 504                 |
| 2008-2009  | 289            | 577                 |
| 2009-2010  | 295            | 615                 |
| 2010-2011  | 294            | 643                 |
| 2011-2012  | 324            | 650                 |
| 2012-2013  | 342            | 743                 |
| 2013-2014  | 995            | 1350                |
| 2014-2015  | 1027           | 1452                |
| 2015-2016  | 1042           | 1400                |
| 2016-2017  | 1194           | 1477                |
| 2017-2018  | 1300           | 1587                |
| 2018-2019  | 1333           | 1717                |
| 2019-2020  | 1387           | 1799                |
| 2020-2021  | 1933           | 2099                |

Een mogelijke verklaring voor deze stijging is volgens de AGODI de strengere leerplichtcontrole. Leerlingen die (onwettig) thuisblijven zouden dan overschakelen op het (wettig) volgen van huisonderwijs.
De sterke stijging voor het schooljaar 2009-2010 (een verdubbeling in de provincie Antwerpen) zou te maken kunnen hebben met het hoofddoekenverbod in een aantal scholen. De toename van het aantal leerlingen met huisonderwijs (1086 in 2012-2013) gaat echter gepaard met een dalend aantal geslaagden voor de centrale examencommissie.
Dit huisonderwijs kan zelfs collectief georganiseerd worden, als meerdere ouders het samen bekostigen. Het komt dan neer op een privéschool. Zo zijn bijvoorbeeld de Europese lagere scholen in Vlaanderen eigenlijk een vorm van "gemeenschappelijk huisonderwijs". Ook de streng Joods-orthodoxe school in Antwerpen wordt volgens dit systeem georganiseerd.
Daarnaast bestaat voor (ernstig of langdurig) zieke kinderen de mogelijkheid dat de leerkracht-begeleider aan huis komt om de leerstof uit te leggen. Eigenlijk is het een vorm van buitengewoon onderwijs, en het heet officieel dan ook niet huisonderwijs, maar "onderwijs aan huis". Om van deze dienst gebruik te kunnen maken dienen ouders een beroep te doen op het CLB. Het kind moet tevens aan een aantal voorwaarden voldoen.
Daarnaast is er ook nog het "tijdelijk onderwijs aan huis" (TOAH) voor zieke kinderen in het gewoon onderwijs. Hier moet het kind meer dan 21 opeenvolgende kalenderdagen afwezig zijn door ongeval of ziekte, kan het minder dan vijf halve dagen per week les volgen (bevestigd door medisch attest), verblijft het niet in een ziekenhuis/preventorium/neuropsychiatrische instelling, want daarvoor geldt type 5 van het buitengewoon onderwijs. Er zijn ook afstandbeperkingen. De school zorgt als aan de voorwaarden voldaan is voor onderwijs aan huis van vier lestijden per week. Vanaf 2009 wordt dit TOAH ook mogelijk voor chronisch zieke kinderen (een ziekte die tot een continue of repetitieve behandeling van minstens 6 maanden noodzaakt), ook al zijn die geen 21 opeenvolgende dagen afwezig. Vanaf september 2014 geldt het ook voor het nu wettelijk erkende moederschapsverof voor leerlingen
Omdat deze vier lestijden wat krap zijn en omdat deze zieke kinderen vooral contact met klasgenootjes missen, startte de vzw bednet met steun van de overheid in 2006-2007 een project met interactieve internetverbinding tussen ziekbed en klaslokaal.

## Motivatie
Motivaties om thuisonderwijs te geven zijn zeer divers. Onder andere religieuze of pedagogische redenen, schoolproblemen, of beperking in de mobiliteit van de leerling worden als reden genoemd.
Thuisonderwijs kent in de praktijk veel verschillende vormen. Van school-maar-dan-thuis, correspondentie-onderwijs, informeel leren tot een stijl waarbij geen onderscheid tussen leren en leven wordt gemaakt (ontscholen).
Voor anderen is het geen keus, maar de enige manier om voor de eigen kinderen geschikt onderwijs te verzorgen. Te denken is aan ouders die met kinderen tijdelijk of voorgoed in het buitenland verblijven. In sommige landen is het plaatselijk onderwijs ontoereikend of onbereikbaar.
Ook wordt thuisonderwijs genoemd als alternatief voor kinderen die hoogbegaafd zijn en moeite hebben met het voor hen gemiddeld lage tempo van het basisonderwijs.

## Waarde
Ervaringen en onderzoeken in het buitenland tonen aan dat thuisonderwijs een alternatief is naast schoolonderwijs om de leerplicht te vervullen. Een recente studie (april 2006) toonde echter aan dat thuisonderwijskinderen het in het Vlaamse secundair onderwijs minder goed doen. Andere thuisonderwezen kinderen blijken zowel sociaal-emotioneel als academisch even goed te presteren als schoolgaande kinderen. Dat sommigen het zelfs beter doen dan de gemiddelde scholier heeft wellicht meer te maken met het feit dat zij vaker uit intellectuele en/of welgestelde gezinnen komen, dan met een eventueel kwaliteitsverschil tussen schoolonderwijs en thuisonderwijs.
In Engelstalige landen, waar de onderzoeken op grotere schaal uitgevoerd kunnen worden, zijn er wel voorbeelden van gunstige resultaten van huisonderwijs. Het blijft echter moeilijk te interpreteren of dit aan de goede kwaliteit van het huisonderwijs ligt, dan wel aan de ondermaatse kwaliteit van sommige scholen.

## Landelijk thuisonderwijs door COVID-19-maatregelen
In 2020 kreeg ook Nederland te maken met de coronapandemie, waarbij een van de overheidsmaatregelen het sluiten van scholen inhield waardoor er tijdelijk afstandsonderwijs gegeven moest worden. Dit werd onterecht thuisonderwijs genoemd. Veel scholen richtten hun onderwijs in met digitale en online hulpmiddelen.